# العلاقات النيجرية التوفالية
العلاقات النيجرية التوفالية هي العلاقات الثنائية التي تجمع بين النيجر وتوفالو.

## مقارنة بين البلدين
هذه مقارنة عامة ومرجعية للدولتين:
| وجه المقارنة                                              | النيجر          | توفالو                         |
| --------------------------------------------------------- | --------------- | ------------------------------ |
| المساحة (كم2)                                             | 1.27 مليون      | 26                             |
| عدد السكان (نسمة)                                         | 21.48 مليون     | 11.19 ألف                      |
| الكثافة السكانية (ن./كم²)                                 | 16.91           | 43.04 ألف                      |
| العاصمة                                                   | نيامي           | فونافوتي                       |
| اللغة الرسمية                                             | لغة فرنسية      | اللغة التوفالوية، لغة إنجليزية |
| العملة                                                    | فرنك غرب أفريقي | دولار توفالو                   |
| الناتج المحلي الإجمالي (بليون دولار)                      | 8.12 مليار      | 39.73 مليون                    |
| الناتج المحلي الإجمالي (تعادل القوة الشرائية) بليون دولار | 19.01 مليار     | 38.93 مليون                    |
| الناتج المحلي الإجمالي الاسمي للفرد دولار أمريكي          | 358             | 3.29 ألف                       |
| الناتج المحلي الإجمالي للفرد دولار أمريكي                 | 938             | 3.77 ألف                       |
| مؤشر التنمية البشرية                                      | 0.348           |                                |
| رمز المكالمات الدولي                                      | +227            | +688                           |
| رمز الإنترنت                                              | .ne             | .tv                            |
| المنطقة الزمنية                                           | ت ع م+01:00     | ت ع م+12:00                    |

## منظمات دولية مشتركة
يشترك البلدان في عضوية مجموعة من المنظمات الدولية، منها:
| علم المنظمة | اسم المنظمة                                 | تاريخ انضمام النيجر | تاريخ انضمام توفالو |
| ----------- | ------------------------------------------- | ------------------- | ------------------- |
|             | مجموعة دول أفريقيا والكاريبي والمحيط الهادئ | ?                   | ?                   |
|             | منظمة حظر الأسلحة الكيميائية                | ?                   | ?                   |
|             | الأمم المتحدة                               | 20 سبتمبر 1960      | 5 سبتمبر 2000       |
|             | يونسكو                                      | 10 نوفمبر 1960      | 21 أكتوبر 1991      |
|             | مؤسسة التنمية الدولية                       | 24 أبريل 1963       | 24 يونيو 2010       |
|             | البنك الدولي للإنشاء والتعمير               | 24 أبريل 1963       | 24 يونيو 2010       |
|             | الاتحاد البريدي العالمي                     | ?                   | ?                   |
|             | الاتحاد الدولي للاتصالات                    | 14 نوفمبر 1960      | 15 أغسطس 1996       |